# فيل نيكولاس
فيل نيكولاس (بالإنجليزية: Phil Nicholas)‏ هو محامي وسياسي أمريكي، ولد في 16 مارس 1955 في الولايات المتحدة. حزبياً، نشط في الحزب الجمهوري. وقد انتخب عضو مجلس ولاية وايومنغ وانتخب عضو مجلس نواب وايومنغ.